# Carl Yastrzemski
Carl Michael "Yaz" Yastrzemski (ur. 22 sierpnia 1939 w Southampton, Nowy Jork) – amerykański baseballista polskiego pochodzenia.

## Życiorys
Jego rodzice, Carl Yastrzemski Senior i Hattie Skonieczny byli z pochodzenia Polakami i zajmowali się rolnictwem. Carl junior od dzieciństwa był dwujęzyczny. Wkrótce po rozpoczęciu studiów na Uniwersytecie Notre Dame w 1961 r. podpisał kontrakt z klubem MLB Boston Red Sox, którym występował przez 25 lat. Pierwsze dwa sezony spędził w niższej lidze, najpierw w Raleigh Capitals, a potem w Minneapolis Millers. Yastrzemski ukończył potem studia, w Merrimack College w North Andover, Massachusetts w 1966 r. Członek Polsko-Amerykańskiej Narodowej Galerii Sław Sportu od 1986.

## Kariera sportowa
Yaz jest 18-krotnym uczestnikiem Meczu Gwiazd MLB, siedmiokrotnym zdobywcą Złotej Rękawicy, członkiem ekskluzywnego Klubu 3000 Uderzeń i pierwszym graczem w klubie, który zaliczył 400 home runów. Jest drugi na liście wszech czasów w liczbie rozegranych meczów i trzeci na liście podejść do uderzeń (at-bats). W klubie Red Sox jest liderem wszech czasów w większości odnotowywanych statystyk. W 1967 będąc u szczytu kariery, Yastrzemski poprowadził swój klub do pierwszego od dwóch dekad tytułu mistrzowskiego, a sam zdobył tytuł MVP i był ostatnim jak do tej pory zdobywcą potrójnej korony przez pałkarza w MLB. 
Zakończył karierę w 1983 r. w wieku 44 lat. Była to najdłuższa w lidze MLB kariera gracza, który występował nieprzerwanie w jednym klubie. Został wybrany do Baseball Hall of Fame. W 1999 r. został sklasyfikowany na 72. miejscu graczy wszech czasów w plebiscycie Sporting News oraz został finalistą Drużyny Stulecia MLB. W 2007 r. został uhonorowany przez Ligę wykonaniem pierwszego rzutu w sezonie.
Obecnie jest trenerem w swoim macierzystym klubie.
Nosił koszulkę z numerem 8.